# .cancerresearch
최상위 도메인  .cancerresearch는 오스트레일리아 암 연구 재단에 의해 추진되었다. .cancerresearch의 초점은 암 예방, 진단, 치료 및 치료에 대한 뉴스, 정보 및 주요 의견을 한데 모으는 것이다.
2014년 5월 15일, ICANN과 오스트레일리아 암 연구 재단은 오스트레일리아 암 연구 재단이 .cancerresearch 최상위 도메인을 운영하는 레지스트리 계약을 체결했다.
2022년 10월 8일, ICANN은 오스트레일리아 암 연구 재단에 레지스트리 계약 해지 통지를 전달했다.